# 屈松站
屈松站（韓語：굴송역）是朝鮮民主主義人民共和國两江道白岩郡的一個鐵路車站，属于白茂线。

## 邻近车站
白茂线
延岩站 - 屈松站 - 上坍站